# Мальоване
Мальо́ване — село в Україні, у Млинівській селищній громаді Дубенського району Рівненської області. Населення становить 213 осіб.

## Історія
У 1906 році колонія Млинівської волості Дубенського повіту Волинської губернії. Відстань від повітового міста 26 верст, від волості 12. Дворів 39, мешканців 297. 
7 (20) листопада 1917 року, відповідно до Третього Універсалу Української Центральної Ради, увійшло до складу Української Народної Республіки. 
Від 2018 - у Млинівській селищній громаді. 
12 червня 2020 року, відповідно до розпорядження Кабінету Міністрів України № 722-р від «Про визначення адміністративних центрів та затвердження територій територіальних громад Рівненської області», увійшло до складу Млинівської селищної громади. 
19 липня 2020 року, в результаті адміністративно-територіальної реформи та ліквідації Млинівського району, село увійшло до складу Дубенського району.

## Населення

### Мова
Розподіл населення за рідною мовою за даними перепису 2001 року:
| Мова       | Кількість | Відсоток |
| ---------- | --------- | -------- |
| українська | 212       | 99.53%   |
| російська  | 1         | 0.47%    |
| Усього     | 213       | 100%     |

## Відомі особистості
В поселенні народилась:
- Євгенія Назарук (* 1967) — українська письменниця.